# Crotto

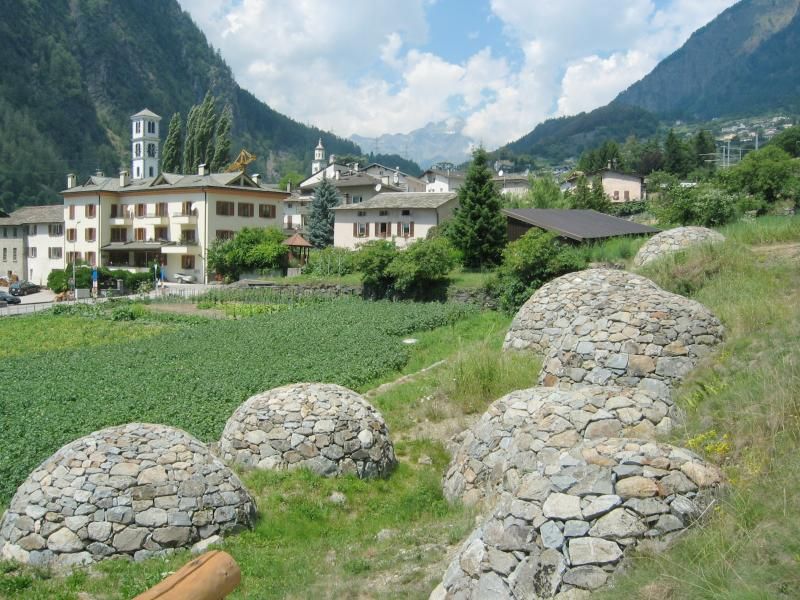
Crot bei Brusio

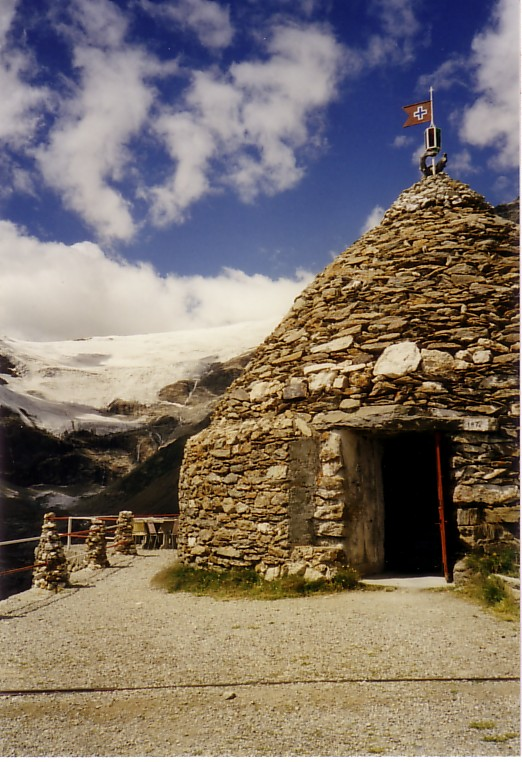
Crot am Rifugio Sassal Masone (2355 m)

Die Crot (Singular und Plural) des Puschlav sind meist eingeschossige, einräumige „Rundbauten aus Trockenmauerwerk mit überschobenen Kuppeln“:6, also Kraggewölbebauten aus Trockenmauerwerk.
An vielen Orten des Puschlav, so in der Maiensässsiedlung Selva, auf dem Maiensäss San Romerio, auf der Alp Sassal Mason, finden sich diese Rundbauten, die ursprünglich einmal als Milchkeller genutzt wurden.:6 Auch die Alp Valüglia (2154 m) etwa vier Kilometer westlich Brusio verfügt über diese Rundbauten.
Mit Aufgabe der Milchviehhaltung bzw. Milchverarbeitung sind diese Crot funktionslos geworden. Sie unterfallen jedoch meist dem Kulturgüterschutz in der Schweiz als Kulturgut regionaler Bedeutung und sind im Schweizerischen Inventar der Kulturgüter von nationaler und regionaler Bedeutung verzeichnet. Das Crot auf Selva findet sich unter der KGS-Nr. 3155 zusammen mit der katholischen Kapelle Santi Sebastiano e Sinforosa, obwohl es in keinem baulichen Zusammenhang mit dieser Kapelle, sondern etwa 250 Meter von dieser entfernt steht. Poeschel führt dieses Crot im Zusammenhang mit der Reformierten Kirche auf Selva an und bemerkt zutreffend: "Bei den Maiensässen Selva einer der oben, S. 6, erwähnten Rundbauten.":85
Das Crot aus dem Jahr 1876 (Foto rechts) steht neben dem (Stand 2024) bereits seit einigen Jahren geschlossenen Berggasthaus "Rifugio Sassal Masone" und wurde bis zur Schließung des Gasthauses noch während der jeweils etwa dreimonatigen Sommersaison als Getränkelager genutzt.